# Centro Militar de Farmacia de la Defensa
El Centro Militar de Farmacia de la Defensa (CEMILFARDEF) es el organismo de la red sanitaria de la Defensa de España, responsable de la producción, abastecimiento y conservación de medicamentos y otros recursos médicos, destinados a la red sanitaria y otras organizaciones de las Fuerzas Armadas. 

## Historia
Se encuentra en la Base Logística de San Pedro, en Colmenar Viejo (Madrid) y depende de la Inspección General de Sanidad de la Defensa, a través de la Subinspección General de Apoyo y Ordenación Farmacéutica. Al frente del mismo se encuentra un coronel farmacéutico director. El CEMILFARDEF fue inaugurado el 20 de octubre de 2015 aunque su denominación y funciones quedaron establecidas tres años antes en virtud de la Orden del Ministerio de Defensa 17/2012, de 15 de marzo, por la que se regula la estructura de la red sanitaria militar. Este organismo ha agrupado los Centros Militares de Producción Farmacéutica de Madrid, Córdoba y Burgos, los únicos que permanecían abiertos después de la integración de los farmacéuticos de las tres ramas de las Fuerzas Armadas en un cuerpo común que se produjo en el año 2002.
Hay que significar que el CEMILFARDEF en el año 2016 estaba constituido por los destacamentos de Colmenar Viejo, Burgos y Córdoba, siendo estos dos últimos los que mantenían una fabricación, aunque menor, de elaborados farmacéuticos militares en tanto en cuanto se hiciera efectiva la producción en Colmenar. A finales de 2018 el Centro Militar de Burgos mantiene una pequeña producción de comprimidos así como la  de productos para-farmacéuticos y biocidas.
El Centro Militar de Farmacia de la Defensa, al ser único laboratorio farmacéutico de titularidad pública, es capaz de elaborar medicamentos sin interés económico para la industria pero esenciales como los antídotos NRBQ. Como depósito estatal estratégico también permitie atender las necesidades farmacéuticas de las Fuerzas Armadas y del conjunto de la población española si se detuviese la producción de medicamentos debido a alguna emergencia sanitaria provocada por un conflicto internacional, un desastre natural o una pandemia.
Este centro, al convertirse en el único punto de producción de medicamentos de las Fuerzas Armadas, ha permitido reducir costes y plazos de entrega. También ha incrementado la capacidad funcional y logístico-operativa del Servicio Farmacéutico de la Defensa y en él se han introducido nuevos medios tecnológicamente muy avanzados.
En el año 2020, durante la situación de pandemia de COVID-19 y en el marco de la Operación Balmis, las instalaciones del Centro fueron utilizadas para la fabricación y almacenamiento de solución hidroalcohólica, mascarillas y productos farmacéuticos dada la situación de desabastecimiento masivo que sufría la sanidad española.

## Instalaciones
El complejo ocupado por el Centro Militar de Farmacia de la Defensa cuenta con tres zonas diferenciadas:
- Edificio de Mando y Museo: Consiste en una construcción de dos plantas que alberga la dirección de la unidad, los órganos auxiliares dependientes de ella y las colecciones del Museo de la Farmacia Militar que anteriormente se exponían en la sede situada en la calle Embajadores de la ciudad de Madrid.
- Edificio I+D+i: Está destinado al control de calidad, tanto de los medicamentos producidos como de sus componentes, y a la investigación de nuevos desarrollos. En su planta baja se sitúan las oficinas de la Dirección de Producción Farmacéutica. En el primer piso se ha creado una planta piloto, con las mismas características que la planta de producción, destinada a ensayos que permiten testar los procesos de producción, introducir innovaciones y mejorar la eficiencia. En la segunda planta están los laboratorios de investigación, que realizan ensayos tanto físico-químicos como microbiológicos, y son responsables de los estudios de estabilidad con los que se determinan las fechas de caducidad de los productos elaborados. Desde este edificio se puede acceder directamente a las instalaciones destinadas a la producción mediante una pasarela.
- Nave de Producción: Destinada a la producción y almacenamiento de los medicamentos y materiales sanitarios. El área destinada a los procesos de fabricación posee una superficie de 2000 metros cuadrados repartidos en 150 salas. Se encuentra completamente aislada del exterior para evitar la contaminación de los medicamentos y, en caso de producirse un accidente, del medio ambiente. Cuenta con sistemas que controlan la calidad ambiental y cumple con los estándares comunitarios e internacionales relativos a la fabricación de medicinas. El área de almacenamiento dispone de 4.200 metros cuadrados y está compartimentada en espacios diferenciados destinados tanto a materias primas como producto finalizado.